# Edelfa Chiara Masciotta

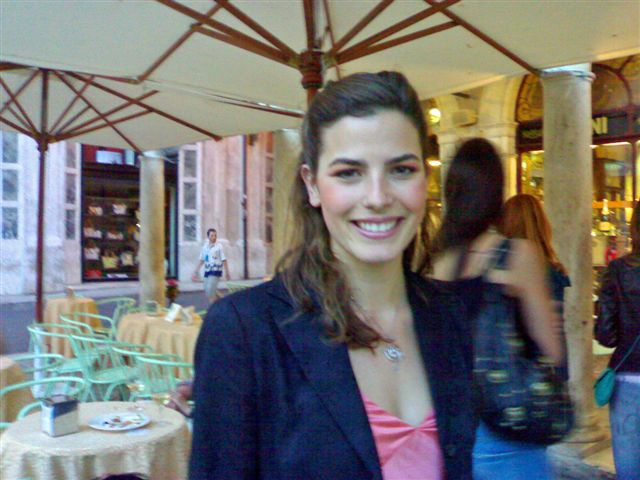
Edelfa Chiara Masciotta

Edelfa Chiara Masciotta (ur. 14 lutego 1984 w Turynie) – Miss Włoch w 2005 roku.
Wybrana Miss Piemontu, 19 września 2005 w Salsomaggiore Terme zdobyła tytuł Miss Włoch. Brała też udział w oficjalnej inauguracji i zakończeniu Zimowych Igrzysk Olimpijskich w 2006 roku w Turynie.